# 東京西部一般労働組合
東京西部一般労働組合（とうきょうせいぶいっぱんろうどうくみあい、略称：西部一般（せいぶいっぱん）、英語：Western Tokyo General Worker's Union）は、東京都立川市に本部を置く労働組合法人で、一般労働組合（合同労組）である。

## 概要
- 1963年（昭和33年）に結成
- 代表者：執行委員長 桑原正和
- 本部所在地：東京都立川市曙町1丁目10番2号三多摩共同労働会館三階

## 沿革
- 1963年 全国金属の組合員が中心となって東京三多摩金属労働組合を結成する。
- 1964年 三朝電機、狭山化工、カシオ、共立農機など十数件の解雇闘争を闘う。
- 1974年 ビジョン工場閉鎖に反対し工場を占有・自主管理して闘う。
- 1974年 組合員が1,000名を突破する。
- 1975年 労働相談活動を始める（2005年までに1,000件以上の事件を解決）。
- 1980年 東京三多摩金属労働組合から東京西部一般労働組合に改名する。
- 1990年 金属分会が全日本金属情報機器労働組合（JMIU、現・日本金属製造情報通信労働組合）に加盟する。
- 1994年 ダイワ精工の組合分裂、深堀解雇、差別と合計20年間戦い抜いて勝利解決する。
- 1997年 立川食肉閉鎖に反対し、オーナー企業である日本ハムと闘い責任をとらせる。
- 1999年 立川市内に労働組合会館を建設する。
- 2001年 白木屋、魚民を経営するモンテローザに残業代不払いやその他労働条件の改善を認めさせる。
- 2005年 大手家電販売店のビックカメラに残業代不払いを認めさせる。
- 2006年 東京マイコープ子会社で、労災手続きから始まり、その後の就労及びその間の賃金、不払い残業代、団体交渉拒否などをめぐって約5年間に亘って争い、すべて一括解決させる。
- 2011年 書店チェーン「ブックセンター滝山」の不当配転、地労委の和解で原職復帰
- 2013年 ベル企画の残業代未払い、裁判和解で支払わせる
- 2015年 新聞取次店「読売センター高尾」の不当解雇、裁判和解
- 2016年 石川麦酒「福生のビール小屋」の店長に対する接客禁止命令、裁判和解で接客禁止命令の撤回、店舗復帰勝利

## 特徴
- 労働相談の解決実績は1,000件を越え、多くの団体に影響を与えた（例：首都圏青年ユニオン）。
- 労働争議などでは、弁護士とタッグを組んだ法廷闘争に加え、都労委（東京都労働委員会）申立やビラ撒きなどの街宣活動による包囲網をすばやく敷いた短期解決型を得意とする。
- 和解条項などにより会社名を公表していないものの、上場企業に対する争議も多く解決している（特にITや人材派遣を得意とする）。
- 三多摩労連（三多摩地区労働組合連合協議会）に加盟する。金属関連の分会はJMIU（全日本金属情報機器労働組合）に加盟している。